# Cocke megye
Cocke megye az Amerikai Egyesült Államokban, azon belül Tennessee államban található. Megyeszékhelye és legnagyobb városa Newport. Lakosainak száma 35 999 fő (2020. április 1.). Cocke megye Hamblen, Greene, Madison, Haywood, Jefferson és Sevier megyékkel határos.

## Népesség
A megye népességének változása:
| Lakosok száma | 35 618 | 35 477 | 35 594 | 35 479 | 35 162 | 35 999 |
|               | 2010   | 2011   | 2012   | 2013   | 2015   | 2020   |